# Коссакова-Сорокова Ванда Михайлівна
Ва́нда Миха́йлівна Коссако́ва-Соро́кова (5 січня 1896, Львів — 15 листопада 1978, Львів) — українська театральна акторка. Донька Михайла Коссака. Дружина Петра Сороки.

## Життєпис
Народилась 5 січня 1896 у Львові.
1913–1923 — акторка Руського народного театру у Львові (з перервами).
1919 — акторка Нового Львівського театру.
Працювала в трупі Богдана Сарамаги, Новому українському театрі Панаса Карабіневича у Львові і в «Просвітянському театрі» під керівництвом Петра Сороки.
1928–1930 — працює в Театрі ім. І. К. Тобілевича (Станиславів).
Пішла з життя 15 листопада 1978 у Львові.

## Ролі
- Стеха («Назар Стодоля» Шевченка)
- Марта («Казка старого млина» Черкасенка)
- Настя («Украдене щастя» Франка)
- Анна («Верховинці» Коженьовського)
- Тереза («В рідній сім'ї» Задермана)